# NGC 3147
NGC 3147 је спирална галаксија у сазвежђу Змај која се налази на NGC листи објеката дубоког неба.
Деклинација објекта је + 73° 24' 1" а ректасцензија 10h 16m 53,2s. Привидна величина (магнитуда) објекта NGC 3147 износи 10,6 а фотографска магнитуда 11,4. Налази се на удаљености од 44,600 милиона парсека од Сунца. NGC 3147 је још познат и под ознакама UGC 5532, MCG 12-10-25, CGCG 333-22, IRAS 10126+7339, PGC 30019.